# Obradovce (Zdenci)
Obradovce est un village de la municipalité de Zdenci (Comitat de Virovitica-Podravina) en Croatie. Au recensement de 2011, le village comptait 56 habitants.